# Dimethyltryptamine
Dimethyltryptamine (ook DMT, nigerine of N,N-dimethyltryptamine) is een indoolalkaloïde met een moleculaire structuur verwant aan de neurotransmitter serotonine. DMT heeft psychoactieve eigenschappen en kan worden gerookt, geïnjecteerd of (gecombineerd met stoffen die orale opname mogelijk maken, zie ayahuasca) oraal toegediend worden. DMT behoort tot de hallucinogene en entheogene (Grieks voor 'de godheid binnenin opwekkende') drugs. De functie van de stof in de natuur is tot dusver niet duidelijk, al blijkt uit onderzoek dat DMT mogelijk een rol speelt bij schizofrenie, bijna-doodervaringen en visueel dromen.

## Voorkomen
De stof is van nature aanwezig (endogeen) bij een breed scala aan organismen, waaronder de mens.
Enkele planten die deze stof aanmaken zijn de bomen Acacia en Mimosa hostilis. De coloradopad (Incilius alvarius) produceert 5-MeO-DMT, een sterk aan DMT verwante stof.

## Geschiedenis
DMT werd voor het eerst gesynthetiseerd in 1931 door de Canadese scheikundige Richard Manske. In 1946 werd het voor het eerst geëxtraheerd uit de wortel van de plant Mimosa door de Braziliaanse plantkundige en scheikundige Gonçalves de Lima, die de stof nigerine noemde. In 1971 werd DMT illegaal in de Verenigde Staten, wegens de '1971 Convention on Psychotropic Substances'. Ook in Nederland staat DMT genoemd op Lijst I van de Opiumwet.
In de jaren 80 en 90 van de twintigste eeuw werd de drug omschreven als "businessman's trip", omdat een trip maar zo'n 15 à 30 minuten duurt wanneer de stof gerookt wordt. Het roken van DMT gebeurt door middel van een zogenaamde "Freebase-pijp", of door een in DMT geweekt en verzadigde planten of kruidenmix te roken in een joint.

## Chemische informatie
DMT is een derivaat van tryptamine, die wordt gevormd door de twee waterstofatomen die verbonden zijn aan het niet-aromatische stikstofatoom in het tryptaminemolecuul te vervangen door methylgroepen.